# Linie následnictví polského trůnu
Určení následníka polského trůnu je poněkud složité vzhledem k dějinám samotného Polska. Současné Polsko je republikou, která navazuje na tzv. druhou Polskou republiku (meziválečné Polsko).
Druhá Polská republika byla nástupcem posledního polského tzv. regentského království, formálně existujícího (na území předtím ruského neboli kongresového Polska) mezi roky 1916 a 1918 z vůle ústředních mocností Německa a Rakouska-Uherska. Tomuto regentskému království jak z názvu napovídá nevládl král, ale regentská rada. Ten měl být zvolen, ale pro neshody mezi mocnostmi ovládající polské území se tak do konce války nestalo, i když bylo několik katolických kandidátů, mezi nimi především rakouský arcivévoda Karel Štěpán a jeho syn Karel Albrecht z těšínské větve rodu, princové z královských rodů Bavorska, Württemberska a také Saska, jehož rod Wettinů dal Polsku dva krále a jednoho knížete.
Posledním skutečným polským králem byl ruský car Mikuláš I. (1796–1855), který byl ale roku 1831 během tzv. Listopadového povstání polským sejmem (parlamentem) z trůnu sesazen i se svým potomstvem. Mikuláš povstání potlačil, zrušil polskou autonomii a za polského krále se považoval a tituloval i nadále, stejně tak jako jeho nástupci až do roku 1917.
Možných kandidátů na trůn v případě obnovení monarchie v Polsku je veliké množství. Kromě potomků či následníků výše uvedených urozených hlav (saští Wettinové, Habsbursko-lotrinská dynastie, ruská carská dynastie) připadají v úvahu i potomci velkých polských šlechtických rodů, či nemanželští potomci některých polských volených králů, což dále komplikuje situaci. Problémem samotného určení možného následníka zaniklého trůnu je i to že v některých velkých královských rodech genealogicky a historicky blízkých polskému trůnu (Wettinové a ruská carská dynastie) dochází ke sporům o to, kdo je skutečnou hlavou královské rodiny a kdo má na následnictví trůnu skutečný nárok.

## Rodokmen potenciálních následníků
- Kazimír IV. (1427–1492)
  - Vladislav Jagellonský (1456–1516), český král
    - Anna Jagellonská (1503–1547), česká královna
      - Karel Štýrský (1540–1590)
        - Ferdinand II. (1578–1637), český král
          - Ferdinand III. (1608–1657), český král
            - Leopold I. (1640–1705), český král
              - Josef I. (1678–1711), český král
                - Marie Josefa Habsburská (1699–1757)
                -  August III. Polský (1696–1763) také saský kurfiřt, syn polského krále a saského kurfiřta  Augusta II. (1670–1733)
                  - Fridrich Kristián Saský (1722–1763)
                    -  Fridrich August I. (1750–1827), jako vévoda varšavský
                    - Antonín I. (1755–1836)
                    - Maxmilián Saský (1759–1838)
                      - Fridrich August II. (1797–1854)
                      -  Jan I. (1801–1873)
                        - Albert I. (1828–1902)
                        -  Jiří I. (1832–1904)
                          -  Fridrich August III. (1865–1932)
                            - Fridrich Kristián (1893–1968)
                              - Maria Emanuel (1926–2012)
                              - Albert (1934–2012)

                            - Ernst Jindřich (1896–1971)
                              - Timo (1923–1982)
                                - Rüdiger (1953–2022)
                                  - Daniel (* 1975), pretendent saského trůnu
                                    -  Gero (* 015)

                                  - Arne (* 1975)
                                  -  Nils (* 1978)
                                    -  Moritz (* 009)

              - Karel VI. (1685–1740), český král
                - Marie Terezie (1717–1780), česká královna
                  - Leopold II. (1747–1792), český král
                    - František I. Rakouský (1768–1835), český král, zakladatel primogeniturní větve
                      - František Karel Habsbursko-Lotrinský (1802–1878)
                        - Karel Ludvík Habsbursko-Lotrinský (1833–1896)
                          - Otto Habsbursko-Lotrinský (1865–1906)
                            - Karel III. (1887–1922), český král
                              - Otto Habsbursko-Lotrinský (1912–2011)
                                - Karel Habsbursko-Lotrinský (* 1961), pretendent titulů krále haličského, velkovévody krakovského, vévody horno- a dolnoslezského, osvětimského a zátorského, těšínského
                                  -  Ferdinand Zvonimír Habsbursko-Lotrinský (* 1997)

                    - Karel Ludvík Rakousko-Těšínský (1771–1847), zakladatel těšínské větve
                      - Karel Ferdinand Rakousko-Těšínský (1818–1874)
                        - Karel Štěpán Rakousko-Těšínský (1860–1933), v letech 1916–1918 spolu se svými syny zvažovaný polský král
                          - Leo Karel Habsbursko-Lotrinský (1893–1939)
                            - Leo Štěpán Rakousko-Těšínský (1928–2020)
                              - Albrecht, hrabě Habsburský (* 1963)

  -  Jan I. Olbracht (1459–1501)
  -  Alexandr I. Jagellonský (1461–1506)
  -  Zikmund I. Starý (1467–1548)
    -  Zikmund II. August (1520–1572)
    - Kateřina Jagellonská (1467–1548), manžel švédský král Jan III.
      -  Zikmund III. Vasa (1566–1632)
        -  Vladislav IV. Vasa (1595–1648)
        -  Jan Kazimír II. Vasa (1609–1672)

  - Anna Jagellonská (1476–1503)
    - Žofie Pomořanská (1498–1568)
      - Alžběta Dánská (1524–1586)
        - Žofie Meklenburská (1557–1631)
          - Augusta Dánská (1580–1639)
            - Fridrich III. Holštýnsko-Gottorpský (1597–1659)
              - Kristián Albrecht Holštýnsko-Gottorpský (1641–1695)
                - Fridrich IV. Holštýnsko-Gottorpský (1671–1702)
                  - Karel Fridrich Holštýnsko-Gottorpský (1700–1739)
                    -  car Petr III. Ruský (1728–1762)
                      -  car Pavel I. Ruský (1754–1801)
                        -  Alexandr II. (1777–1825), králem od r. 1815
                        -  Mikuláš I. (1796–1855), formálně sesazen sejmem r. 1831, prakticky zůstal králem
                          -  Alexandr III. (1818–1881)
                            -   Alexandr IV. (1845–1894)
                              -  car Mikuláš II. (1868–1918)
                                -  Alexej Nikolajevič, následník-cesarevič (1904–1918)

                              - car/velkokníže Michail Alexandrovič (1878–1918)
                              -  velkokněžna Xenie Alexandrovna (1875–1960)
                                - kníže Andrej Alexandrovič (1897–1981) – větev Michailovičové
                                  - kníže Andrej Andrejevič (1923–2021)
                                    -  kníže Alexej Andrejevič (* 1953), nárokovatel trůnu 
                                    - (1) kníže Petr Andrejevič (* 1961)
                                    - (2) kníže Andrej Andrejevič (* 1963)

                                - kníže Rostislav Alexandrovič (1902–1978)
                                  - kníže Rostislav Rostislavovič (1938–1999)
                                    - (3) kníže Rostislav Rostislavovič (* 1985)
                                      - (4) Michail Rostislavovič (* 013)

                                    - (5) kníže Nikita Rostislavovič (* 1987)

                                  - kníže Nikolaj Rostislavovič (1945–2000)
                                    - (6) kníže Nikolaj Nikolajevič (* 1968)
                                    - (7) kníže Daniel Nikolajevič (* 1972)
                                      - (8) kníže Jackson Daniel (* 009)

                          - velkokníže Nikolaj Nikolajevič (1831–1891) – větev Nikolajevičové
                            -  velkokníže Petr Nikolajevič (1864–1931)
                              -  kníže Roman Petrovič (1896–1978)
                                - kníže Nikolaj Romanovič (1922–2014)
                                - kníže Dimitrij Romanovič  (1926–2016)

                          -   velkokníže Michail Nikolajevič (1832–1909) – větev Michailovičové
                            - velkokníže Alexandr Michailovič (1866–1933), švagr cara Mikuláše II.
                              - kníže Andrej Alexandrovič (1897–1981)
                                - kníže Andrej Andrejevič (1923–2021
                                  -  kníže Alexej Andrejevič (* 1953)
                                  - (1) kníže Petr Andrejevič (* 1961)
                                  - (2) kníže Andrej Andrejevič (* 1963)

                              - kníže Rostislav Alexandrovič (1902–1978)
                                - kníže Rostislav Rostislavovič (1938–1999)
                                  - (3) kníže Rostislav Rostislavovič (* 1985)
                                    - (4) Michail Rostislavovič (* 013)

                                  - (5) kníže Nikita Rostislavovič (* 1987)

                                - kníže Nikolaj Rostislavovič (1945–2000)
                                  - (6) kníže Nikolaj Nikolajevič (* 1968)
                                  - (7) kníže Daniel Nikolajevič (* 1972)
                                    - (8) kníže Jackson Daniel (* 009)